# Séisme de 2002 à Bouine-Zahra
Le séisme de 2002 à Bouine-Zahra (également appelé séisme de 2002 à Avadj ou séisme de 2002 à Changureh)
s'est produit le 22 juin 2002 dans une région du nord-ouest de l'Iran traversée par plusieurs failles majeures. L'épicentre était situé près de la ville
de Bouine-Zahra
dans la province de Qazvin.
Mesuré à 6,5 sur l'échelle de Richter et à 6,3 sur l'échelle de magnitude du moment, le séisme fait au moins 261 morts et 1500 blessés, et a été suivi de plus de 20 répliques.
Selon l'Institut international de génie parasismique et de sismologie (IIEES), il a été ressenti jusqu'à la capitale, Téhéran, à environ 290 km à l'est de l'épicentre, bien qu'aucun dégât significatif n'y ait été signalé. La plupart des maisons de la région étaient des bâtiments de maçonnerie de plain-pied ; une grande partie d'entre elles se sont effondrées. La réaction officielle tardive et le manque d'approvisionnement en biens de première nécessité ont fait monter la colère des résidents.

## Contexte et tectonique
La partie nord-est de l'Iran se situe sur la ceinture de la collision continentale entre les plaques arabique et eurasienne.
L'Iran est traversée par plusieurs failles majeures, dont plus de 90 % ont une forte activité sismique et sont soumises à plusieurs tremblements de terre chaque année ; la zone autour de la rupture étant agitée par de petites secousses presque quotidiennement,,. Les endroits les plus actifs de cette région sont la ceinture de plissement et chevauchement du Zagros Oriental et la chaîne de montagnes d'Alborz. La province de Qazvin, qui est située entre ces deux zones, est touchée par moins de séisme, mais ceux-ci peuvent être plus puissant en raison des transferts de contraintes.
Le séisme de Bouine-Zahra a eu lieu dans une zone de tectonique active. Le front du chevauchement ainsi que les axes de plis sont parallèles, ce qui indique une compression majoritairement unidirectionnelle. Ils sont situés au sud de la limite sud de la chaîne de montagnes d'Alborz. Ce séisme a été le résultat de la 11e rupture de contraintes tectoniques sur les deux derniers mois dans le centre de l'Iran. L'analyse sismographique a révélé une rupture sur une faille inverse inclinée de 49 degrés vers le sud-ouest et dont l'hypocentre est situé à environ 10 km de profondeur.
Les localisations des épicentres du séisme et de ses répliques ainsi que les décalages de surface observés sont compatibles avec un chevauchement à pendage sud-ouest en direction du nord-est. Par contre, les déplacements maximum mesurés sont bien inférieur à ce que l'on aurait pu attendre pour un séisme d'une telle magnitude. Cela suggère que la totalité du glissement n'a pas atteint la surface mais qu'il a engendré du plissement, déformant la surface. Une faille inverse qui jusqu'alors n'apparaissait pas sur la carte, car peu exprimée en surface, la faille de Abdareh, a été identifiée comme pouvant être responsable du tremblement de terre,. Les chevauchements sont responsables de nombreux séismes dévastateurs en Iran et ses environs. Ces failles inverses ne sont que peu apparente en surface, car dissimulées sous le Néogène, postérieur à leurs dernières activités.
La région de Qazvin a été touchée en 1962 par un séisme plus dévastateur encore, qui tua 12 200 personnes. En 1990, un autre séisme causa plus de 40 000 morts, 60 000 blessés et 500 000 sans-abris.

## Dégâts matériels et victimes

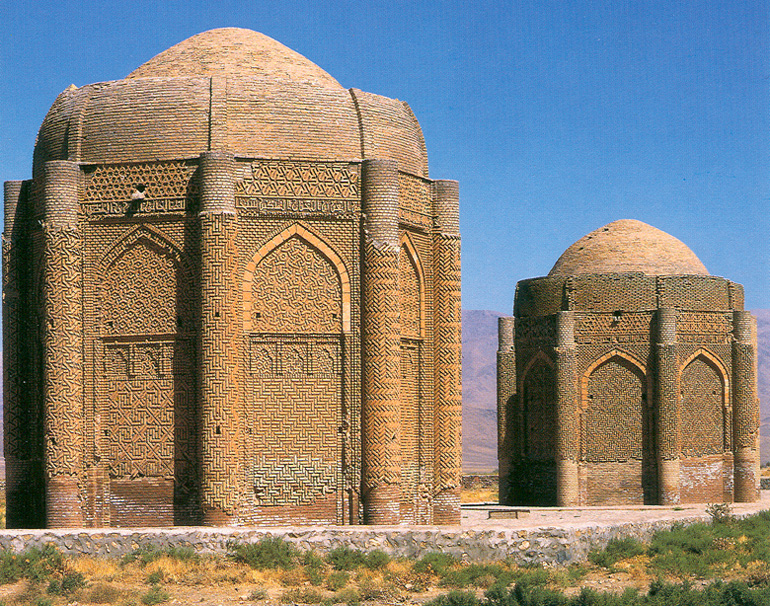
Les tours jumelles de Kharāghān avant le séisme

Le séisme a eu lieu à 2h58 UTC (7h28 heure locale),, alors que beaucoup des quelque soixante millions d'Iranien touchés (estimation) étaient dans leurs maisons. La secousse a duré sept secondes, et l'épicentre se situait près de la ville de Bouine-Zahra dans la vallée de la rivière Khar, une région montagneuse agricole à environ 60 km de la capitale provinciale de Qazvin.
Les dégâts les plus importants ont eu lieu dans une zone connue pour ses cultures de raisin sans pépin, un lieu d'escapade apprécié de la population aisée de Téhéran.
Au moins 261 personnes furent tuées, 1 500 blessées et 25 000 laissées sans abris. Un bilan antérieur faisait état de 500 morts, mais il s'agissait d'une extrapolation erronée qui prenait pour morts certains blessés graves,.
La majorité des victimes étaient des femmes, des enfants et des personnes âgées, la plupart des hommes travaillant à cette heure en extérieur dans les vignobles locaux.
Plus de 20 répliques ont été enregistrées, avec des magnitudes allant jusqu'à 5,1 sur l'échelle de magnitude du moment. Au moins trois d'entre elles causèrent de nouveaux dégâts et victimes, principalement dans un rayon de 25 kilomètres autour de l'épicentre du séisme principal.
Près de 5000 bâtiments ont été irrémédiablement endommagés. Dans la province de Qazvin, 120 bâtiments ont été démolis et 50 villages ont subi des dégâts considérables.
Dans la province voisine de Hamadan, 45 villages ont été détruits. Une grande majorité des maisons de la région étaient des bâtiments de maçonnerie de plain-pied ; la quasi-totalité s'est effondrée. Ces structures, ne répondant pas aux normes parasismiques, n'ont pas pu résister aux forces sismiques. Les structures plus récentes, construites en conformité avec le code de pratique iranien pour la résistance aux séismes, s'en sortirent beaucoup mieux.
Les dommages causés aux tours historiques de Kharraqan, bien préservées jusqu'à l'évènement, suggèrent que le tremblement de terre était probablement l'un des plus puissants qu'ait connue la région ces 900 dernières années.
Dans une station à 28 kilomètres de l'épicentre, les accélérations horizontales et verticales maximales enregistrées étaient respectivement de 0,5 g et 0,26 g. Près de l'épicentre, un pont s'est effondré, des systèmes d'irrigation ont été sérieusement endommagés, et des installations d'eau ont été démolies dans neuf villages. Nombre de canalisations d'eau dans les zones affectées ont été endommagées ou détruites, menaçant gravement la disponibilité et la qualité de l'eau courante. Des fissures de surface ont été observées à Ab Darreh et Changureh, les villages qui subirent les plus lourds dégâts, à environ 25 kilomètres de l'épicentre.
Les dégâts relativement faibles constatés à Avadj et Abgarm, par rapport à Changureh et Ab Darreh, suggèrent une concentration des dégâts au nord-ouest de l'épicentre, en raison d'une propagation nord-ouest. À Changureh, seuls deux bâtiments résistent et plus de 120 personnes sont blessées. Ab Darreh fait également piètre figure : la catastrophe a détruit la seule mosquée de la ville, renversé 40 maisons et tué au moins 20 personnes. Au nord de Avadj, dans le village de Esmailabad, les survivants ont retrouvé 38 cadavres (soit un neuvième de la population totale), alors que la recherche des personnes disparues, pouvant être piégées dans les décombres, est encore en cours. Dans un autre village à proximité, Aliabad, seuls deux bergers survivent au séisme. Dans le petit village de Kisse-Jin, environ 80 cadavres sont retrouvés.
Le coût des dégâts est estimé à 91 millions de dollars US,.
Le séisme est ressenti dans une grande partie de la région, comprenant les provinces de Qazvin, Gilan, Kurdistan, Zanjan et Hamedan. Parmi celles-ci, Qazvin est la plus touchée, avec une déclaration de 177 morts par un officiel de la province. Le séisme a également été ressenti dans la capitale de Téhéran, à environ 290 km à l'est de l'épicentre, bien qu'aucun dégât sérieux n'y ait été signalé. Le journaliste iranien Borzou Daragahi signale néanmoins avoir vu quelques bâtiments osciller et des objets en verre se briser.

## Opérations de secours et conséquences
La Société du Croissant-Rouge envoie des secouristes, chiens de détection, 100 tonnes de vivres, 1000 tentes, 2500 couvertures et des cuisines mobiles dans la zone touchée par le séisme. Par ailleurs, l'armée iranienne met à disposition des soldats, machines et camions-citernes pour approvisionner la population en eau potable.
Pour éviter la propagation des maladies, entre autres mesures, des villages sont aspergés de produits désinfectants et les habitants vaccinés contre le tétanos.
Après un appel à l'aide lancé par des responsables iraniens, le Programme des Nations unies pour le développement attribue 50 000 dollars d'aide humanitaire.
Le bureau de la coordination des affaires humanitaires mobilise des équipes des Nations unies pour l'évaluation et de la coordination en cas de catastrophe (UNDAC), et déploie cinq membres. Jean-Paul II prie pour les victimes du séisme et demande une réponse humanitaire « généreuse ».
Le président des États-Unis George W. Bush propose de l'aide à l'Iran, pays qu'il avait précédemment désigné comme faisant partie de l'« axe du mal ». Il déclare que « la souffrance humaine ne connaît pas de frontières politique » et qu'il « se tient prêt à aider le peuple iranien autant que nécessaire s'il le souhaite ». Cependant, cette aide est refusée par le gouvernement iranien, qui préfère solliciter l'aide d'agences non-gouvernementales.
Selon Hossein Rahnema, chef du Croissant-Rouge à Changureh, la société « met à niveau une zone pour y déployer des tentes, mais la plupart des personnes préfèrent rester près de leurs maisons pour veiller sur leurs biens ». Ainsi, les survivants allument de petits feux au milieu des décombres pour se protéger du froid.
Le président iranien de l'époque, Mohammad Khatami, décrète un deuil de trois jours et visite les zones touchées par le séisme du 25 juin.
Les hôpitaux, devant faire face à l'affluence importante de patients, renvoient les cas non-critiques de leurs unités de soin. L'Associated Press déclare que 20 funérailles ont eu lieu le 23 juin 2002 à un cimetière surplombant le village d'Abdareh. Un compte bancaire est ouvert pour recueillir les dons du public pour les familles des défunts.
Rarement équipés de meilleurs outils que pelles et bêches, les soldats et civils creusent dans les décombres à la recherche de corps. Les secouristes en outre sont confrontés à un certain nombre de contraintes, parmi lesquelles la température ambiante dans les villages endommagés : chaude le jour, et froide la nuit, celle-ci rend plus difficile les secours et menace la santé des sans-abris et victimes prises sous les décombres. De nombreux civils, craignant des répliques, renoncent à apporter leur aide. Selon Gary O'Shea de l'International Rescue Corps (en), les bénévoles manquent d'équipements et les digireants religieux ne semblent pas disposés à contribuer significativement. Le travail de sauvetage officiel se termine le 24 juin 2002, lorsque les sauveteurs déclarent ne plus trouver d'autres survivants.

### Réaction publique
Le gouvernement iranien affirme que les opérations de secours sont presque terminées pour les 70 villages qui ont souffert des dégâts les plus lourds.
Les résidents de Changureh se plaignent cependant de ne pas avoir reçu de tentes, de médicaments, ni de vivres, après avoir attendu dans des températures proches de zéro degrés Celsius.
Un homme de Avadj déclare que seuls des résidents locaux ont aidé à retrouver le corps de son fils.
En signe de protestation à la lente réaction de l'Iran face à la catastrophe, quelque 300 personnes bloquent la route principale qui traverse Avadj. Le 23 juin, « des dizaines » de résidents jettent des pierres sur la voiture du ministre de l'intérieur Abdolvahed Mousavi-Lari (en) pour exprimer leur colère envers le gouvernement, qui tarde à leur fournir des secours.
Ils affirment également que le nombre de décès est plus élevé que ce qui a été déclaré sur les rapports officiels.

### Reconstruction
Le réseau électrique est rétabli dans les zones affectées le 25 juin.
Le 9 novembre 2002, la Banque mondiale accorde 225 millions de dollars US pour la reconstruction et le redressement économique de la région dévastée par le tremblement de terre. La reconstruction de logements et d'infrastructures par les autorités provinciales est interrompue pendant près de quatre mois entre novembre 2002 et février 2003 en raison de conditions météorologiques difficiles. En août 2003, la reconstruction est achevée dans tous les villages touchés par le séisme.